# دالانگ، دونگوان
دالانگ، دونگوان (به لاتین: Dalang) یک شهرک در جمهوری خلق چین است که در دونگوان واقع شده‌است.